# Henrik Ojamaa
Henrik Ojamaa , estonski nogometaš, * 20. maj 1991, Talin.

## Življenjepis
Henrik se je rodil v glavnem mestu Estonije. Z nogometom se je začel ukvarjati  pri šestih letih pri Flori iz Talina a se je že pri šestnajstih preselil v akademijo angleškega kluba  Derby County. Doslej je igral za osem klubov v šestih državah in je eden redkih Estoncev, ki niso nikoli igrali v kakem domačem klubu. Od julija 2014 pa je igral na Škotskem kot posojen igralec Varšavske Legie. Ima tudi dva brata. Njegov mlajši brat Hindrek igra v Estonskem nižjeligašu, starejši brat Harri pa je zaradi poškodbe končal svojo športno pot pri 19 in je sedaj Henrikov zastopnik in menedžer-poslovnež nogometne agencije (Golden Star Management). Debi za člansko izbrano vrsto Estonije pa je doživel konec maja 2012 proti Hrvaški.

## Dosežki
(Legia Varšava)
- Državni prvak:

- Prvak: 2013-14